# Genusaurus sisteronis
Genusaurus sisteronis es la única especie conocida del género extinto Genusaurus  de dinosaurio terópodo abelisauroide, que vivió a mediados del período Cretácico, hace aproximadamente entre 112 y 100 millones de años, durante el Albiense, en lo que hoy es Europa.

## Descripción
Originalmente, se estimó que Genusaurus tenía 3,16 metros de largo. De los 38 centímetros del hueso del muslo, se extrapola un peso de 129,6 kilogramos. Las estimaciones posteriores, al tiempo que confirman la longitud de 3 metros, aunque han reducido el peso a 50 kilogramos, o incluso 35 kilogramos. En 2016, su longitud se estimó en 3,6 metros (12 pies), por lo que es el abelisáurido más pequeño.
Genusaurus posee varios rasgos distintivos. Las vértebras dorsales son alargadas. Los elementos de la pelvis están fuertemente fusionados. El fémur muestra una meseta ósea baja debajo del trocánter principal. Al frente hay un trocánter accesorio. El epicóndilo del cóndilo femoral interno está bien desarrollado. La cresta cnemial se extiende fuertemente hacia el frente y se curva hacia arriba. El peroné tiene una protuberancia distintiva que sirve como un accesorio para el músculo iliofibular. El lado interno superior del peroné está fuertemente ahuecado.

## Descubrimiento e investigación
La especie tipo , Genusaurus sisteronis, es la única especie nombrada. Se basa en un esqueleto parcial encontrado entre 1984 y 1986 en Albian Bevons Beds, el holotipo MNHN Bev.1. El esqueleto fósil contiene siete vértebras dorsales parciales, un pedazo de sacro, un pedazo de ilion, la parte superior de un hueso púbico , un fémur, la parte superior de una espinilla, la parte superior de un peroné y un metatarsiano. Fue nombrado y descrito por Hugues Accarie , Bernard Beaudoin , Jean Dejax , Gérard Friès , Jean-Guy Michard y Philippe Taquet.en 1995. [El nombre del género se deriva de la palabra latina genu, "rodilla" y se refiere a la cresta cnemial frente al extremo proximal de la tibia.El nombre específico se refiere a Sisteron , la ciudad cerca de la cual se encontró el espécimen.

## Clasificación
Accarie et al. asignado Genusaurus al clado Ceratosauria dentro de Theropoda, más precisamente a la Coelophysoidea. Un análisis cladístico de 2008 realizado por Carrano y Sampson colocó a Genusaurus en Noasauridae junto con Laevisuchus , Masiakasaurus , Noasaurus y Velocisaurus, a su vez, los noasáuridos forman parte del grupo Abelisauroidea, que forma parte del grupo de los Ceratosauria, confirmadolo en 2011 donde clasificó a Genusaurus entre los noasáuridos. Análisis filogenéticos posteriores encontraron Genusaurus como miembro de Abelisauridae, el otro gran gripo de Abelisauroidea, específicamente la Majungasaurinae.